# Navezuelas
Navezuelas es un municipio y localidad española de la provincia de Cáceres, en la comunidad autónoma de Extremadura. El término municipal, ubicado en la comarca natural de Las Villuercas, cerca del nacimiento del río Almonte, tiene una población de 649 habitantes (INE 2024). Gran parte de la historia de este pueblo está ligada al vecino municipio de Cabañas del Castillo, al cual perteneció hasta el 2 de abril de 1927.

## Geografía

### Hidrografía
- Río Almonte. Es un afluente del Tajo, nace en el pico Villuercas en el término municipal de Navezuelas, donde se ha construido una pequeña presa para el abastecimiento de dicha localidad. Recorre 97 km hasta desembocar en Garrovillas, justo en castillo y pueblo inundado de Alconétar. Sus principales afluentes son: la garganta de Santa Lucía, los ríos Berzocana y Garciaz en las Villuercas; el Tozo, el Tamuja de Montánchez y el Guadiloba de Cáceres, estos últimos entrando desde el sur, por la margen derecha; por la parte izquierda apenas si tiene cuenca al correr muy cerca del río Tajo. El tramo de Navezuelas se corresponde con los primeros kilómetros de vida, en su ambiente más puro y virgen. Aguas cristalinas que nacen en la cabecera del valle y que van a representar los mayores caudales que reciba en todo su recorrido. El resto de afluentes se ven condicionados por la estacionalidad y el régimen de lluvias.
- Río Viejas. Río que nace en el pico Villuercas, en el término municipal de Navezuelas. Tras recorrer todo el Valle de Viejas, pasando parajes vírgenes de gran belleza y valor ecológico, y recibir agua de multitud de arroyos y manantiales, da un fuerte giro para desembocar en el río Ibor, el término municipal de Castañar de Ibor.
- Garganta de Santa Lucía. Río que nace en el pico Villuercas, recorre el Valle del Brezo y el de Santa Lucía. Es precisamente en este último donde, aprovechando su caudal, se ha construido un embalse para abastecer a un gran número de pueblos, como Trujillo. Desemboca en el río Almonte en el término municipal de Cabañas del Castillo, en un punto de gran belleza.Presa de Santa Lucía.

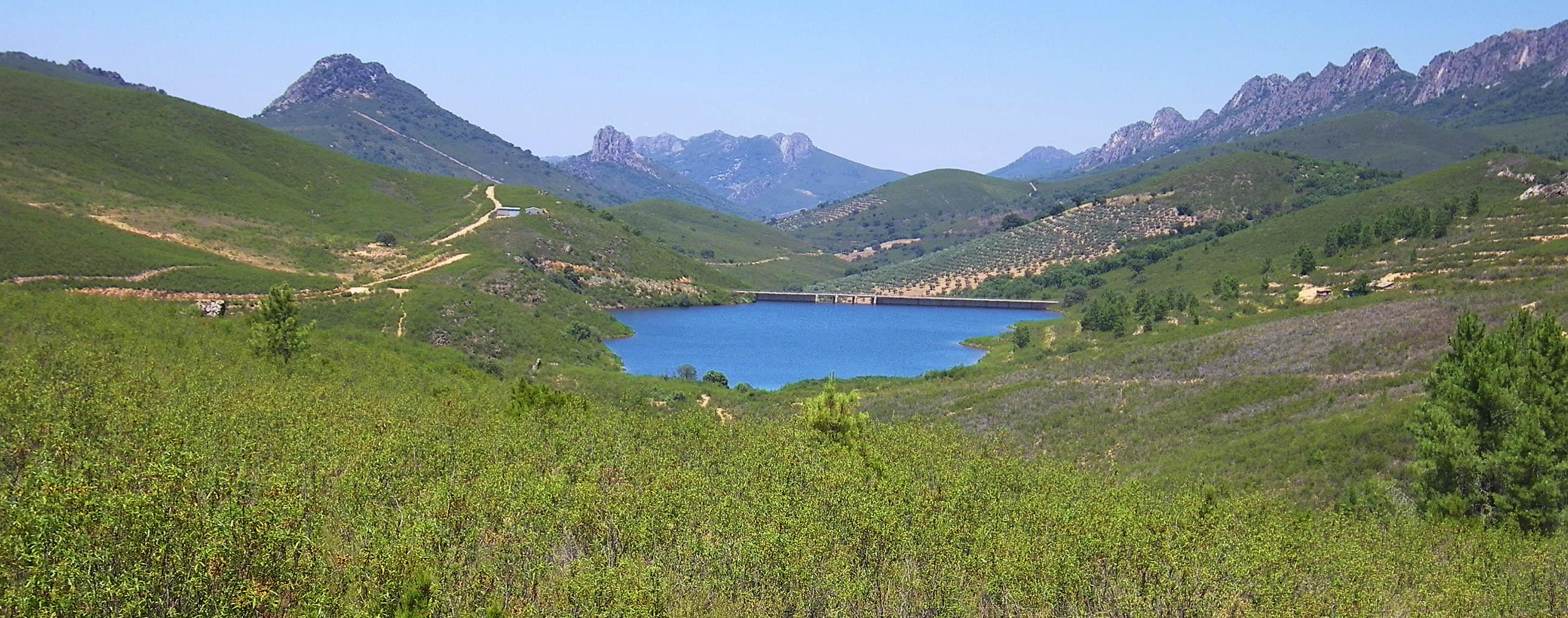
Presa de Santa Lucía.

- Presa de Santa Lucía. Está formado por dos presas consecutivas en el cauce del río de Santa Lucía, en el valle homónimo. La primera presa se construyó en el siglo XIX para abastecer a Trujillo, la cual fue una auténtica obra de ingeniería para su época. La segunda es más moderna y data de la década de los 1990, la cual da más abastecimiento tanto a Trujillo como a pueblos de alrededor de éste. Se llega a ella a través de la pista de Solana, después de haber subido un empinado puerto.
- Arroyo de Valdemingo, también llamado Vallomínguez, posee una cascada en su tramo inicial que es lo que le da ese carácter tan llamativo además de la flora, en la que destacan árboles endémicos.
- Arroyo de la Tejadilla, nace en el Valle de Viejas.
- Arroyo del Brezo, nace en el Valle de Brezo.
- Varias fuentes naturales entre las que destacan la fuente de la Rana, la fuente del Cogorrillo, la fuente de la Tejadilla y la fuente Blanquilla.

### Orografía
El pueblo de Navezuelas está enclavado en pleno corazón de la comarca de las Villuercas, a la sombra del pico Las Villuercas, rodeado de un paraje virgen y agreste, rico en flora y fauna. El término municipal está formado por tres valles paralelos, orientados hacia el norte y en forma de uve cerrada. Estos valles reciben el nombre de Valle del Almonte, de Santa Lucía y de Vieja, por los cuales pasa ríos que reciben el nombre de los valles respectivos. 

### Clima
El clima de Navezuelas es de tipo mediterráneo continentalizado aunque también posee rasgos propios de un clima de montaña. La temperatura media es de 14 °C, con veranos calurosos y secos con una media de 24 °C y una máxima de 35 °C, e inviernos fríos y húmedos con una media de 5 °C y una mínima de -5 °C. 
Las precipitaciones son generalmente abundantes, entre 800 y 1200 mm, registrándose más de 386 mm en diciembre de 2009 y 508 mm en marzo de 2013. Las máximas se concentran sobre todo en primavera y otoño, produciéndose también algunas en forma de nieve durante los meses de diciembre, enero, o incluso febrero. En primavera las precipitaciones se producen en forma de chubascos y granizadas, que resultan fatales para la agricultura. Durante el verano las precipitaciones son escasas y se producen generalmente en forma de tormentas.
Cada siete años aproximadamente se produce el fenómeno de la sequía, como la acontecida durante 2004-2005 y 2011-2012, en el cual las precipitaciones son muy inferiores a la media.
| Parámetros climáticos promedio de Navezuelas, 2004-2016 | Parámetros climáticos promedio de Navezuelas, 2004-2016 | Parámetros climáticos promedio de Navezuelas, 2004-2016 | Parámetros climáticos promedio de Navezuelas, 2004-2016 | Parámetros climáticos promedio de Navezuelas, 2004-2016 | Parámetros climáticos promedio de Navezuelas, 2004-2016 | Parámetros climáticos promedio de Navezuelas, 2004-2016 | Parámetros climáticos promedio de Navezuelas, 2004-2016 | Parámetros climáticos promedio de Navezuelas, 2004-2016 | Parámetros climáticos promedio de Navezuelas, 2004-2016 | Parámetros climáticos promedio de Navezuelas, 2004-2016 | Parámetros climáticos promedio de Navezuelas, 2004-2016 | Parámetros climáticos promedio de Navezuelas, 2004-2016 | Parámetros climáticos promedio de Navezuelas, 2004-2016 |
| Mes                                                     | Ene.                                                    | Feb.                                                    | Mar.                                                    | Abr.                                                    | May.                                                    | Jun.                                                    | Jul.                                                    | Ago.                                                    | Sep.                                                    | Oct.                                                    | Nov.                                                    | Dic.                                                    | Anual                                                   |
| ------------------------------------------------------- | ------------------------------------------------------- | ------------------------------------------------------- | ------------------------------------------------------- | ------------------------------------------------------- | ------------------------------------------------------- | ------------------------------------------------------- | ------------------------------------------------------- | ------------------------------------------------------- | ------------------------------------------------------- | ------------------------------------------------------- | ------------------------------------------------------- | ------------------------------------------------------- | ------------------------------------------------------- |
| Temp. máx. abs. (°C)                                    | 17.5                                                    | 20.8                                                    | 25.7                                                    | 29.3                                                    | 34.0                                                    | 38.3                                                    | 37.9                                                    | 39.8                                                    | 34.9                                                    | 30.7                                                    | 22.2                                                    | 17.8                                                    | 39.8                                                    |
| Temp. máx. media (°C)                                   | 9.3                                                     | 11.0                                                    | 14.1                                                    | 17.0                                                    | 21.1                                                    | 26.8                                                    | 31.2                                                    | 31.2                                                    | 26.1                                                    | 20.4                                                    | 13.2                                                    | 10.2                                                    | 19.3                                                    |
| Temp. media (°C)                                        | 6.2                                                     | 6.6                                                     | 9.5                                                     | 12.4                                                    | 16.1                                                    | 21.0                                                    | 24.8                                                    | 24.8                                                    | 20.6                                                    | 15.5                                                    | 9.3                                                     | 6.7                                                     | 14.5                                                    |
| Temp. mín. media (°C)                                   | 3.9                                                     | 3.4                                                     | 4.9                                                     | 7.6                                                     | 10.9                                                    | 15.1                                                    | 17.8                                                    | 17.8                                                    | 14.9                                                    | 11.1                                                    | 6.0                                                     | 3.8                                                     | 9.8                                                     |
| Temp. mín. abs. (°C)                                    | −2.5                                                    | −5.6                                                    | −3.8                                                    | −2.5                                                    | 0.7                                                     | 4.5                                                     | 9.0                                                     | 9.9                                                     | 5.3                                                     | −0.2                                                    | −0.9                                                    | −2.6                                                    | −5.6                                                    |
| Precipitación total (mm)                                | 95.0                                                    | 119.0                                                   | 119.2                                                   | 118.1                                                   | 77.7                                                    | 44.7                                                    | 6.3                                                     | 19.6                                                    | 49.0                                                    | 155.2                                                   | 103.2                                                   | 114.1                                                   | 1021.7                                                  |
| Días de precipitaciones (≥ 1 mm)                        | 10.1                                                    | 10.3                                                    | 12.9                                                    | 12.8                                                    | 8.8                                                     | 5.2                                                     | 1.8                                                     | 2.2                                                     | 4.7                                                     | 9.2                                                     | 10.6                                                    | 9.2                                                     | 98                                                      |
| Días de nevadas (≥ 0.1 cm)                              | 0.7                                                     | 0.9                                                     | 0.3                                                     | 0.1                                                     | 0                                                       | 0                                                       | 0                                                       | 0                                                       | 0                                                       | 0.1                                                     | 0.1                                                     | 0.8                                                     | 3.0                                                     |
| Fuente: Aemet                                           |                                                         |                                                         |                                                         |                                                         |                                                         |                                                         |                                                         |                                                         |                                                         |                                                         |                                                         |                                                         |                                                         |

### Localización
La localidad de Navezuelas se encuentra enclavada en pleno corazón de Las Villuercas, cerca del nacimiento del río Almonte y del pico Villuercas, a una altitud de 930 m sobre el nivel del mar. Todo el término se sitúa por encima de los 650 m sobre el nivel del mar. La mayor cota es el pico Villuercas (1601 m), el más alto de los Montes de Toledo.
El siguiente diagrama muestra a las localidades en un radio de 25 km de Navezuelas:

## Historia

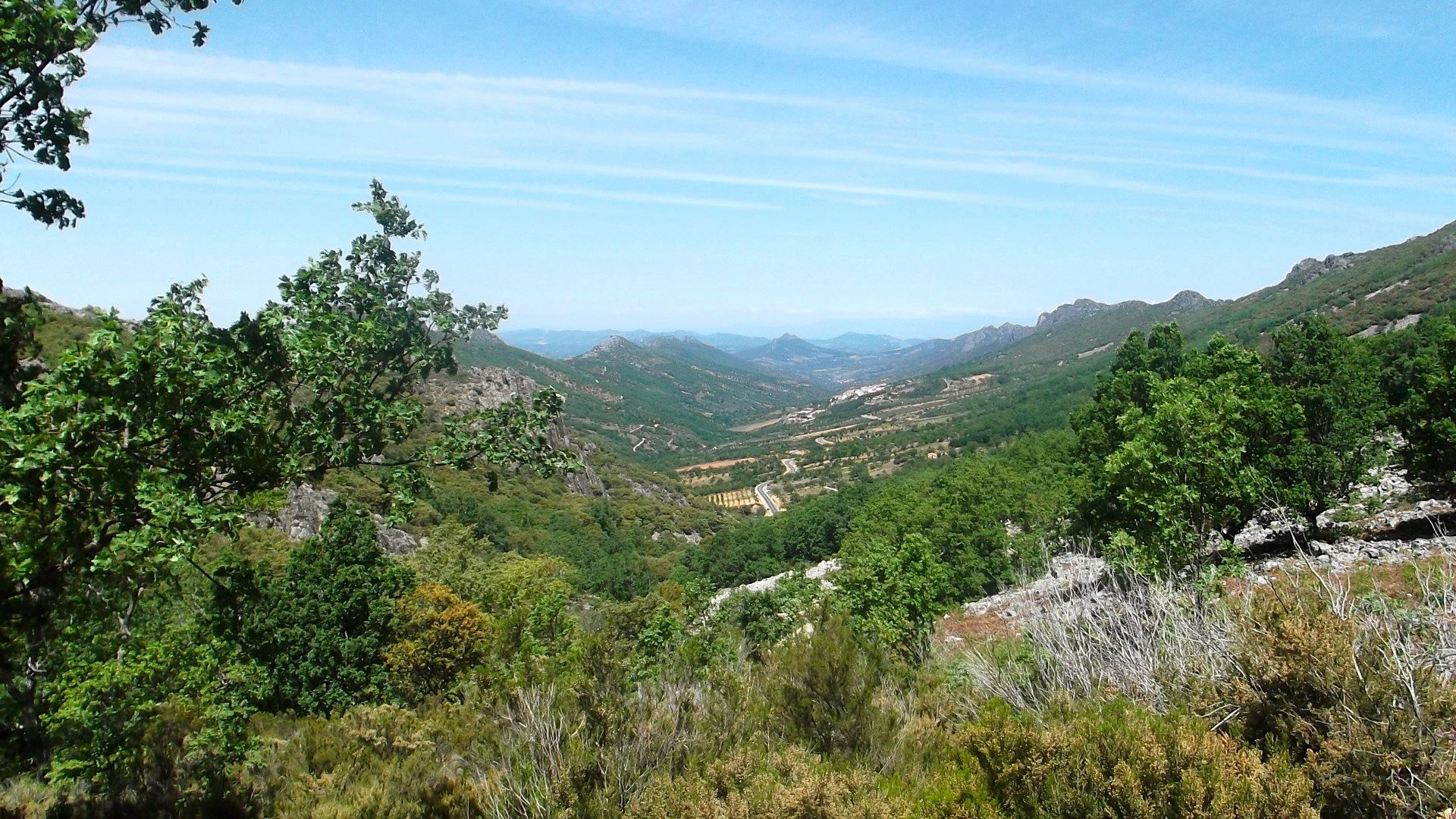
Navezuelas verde

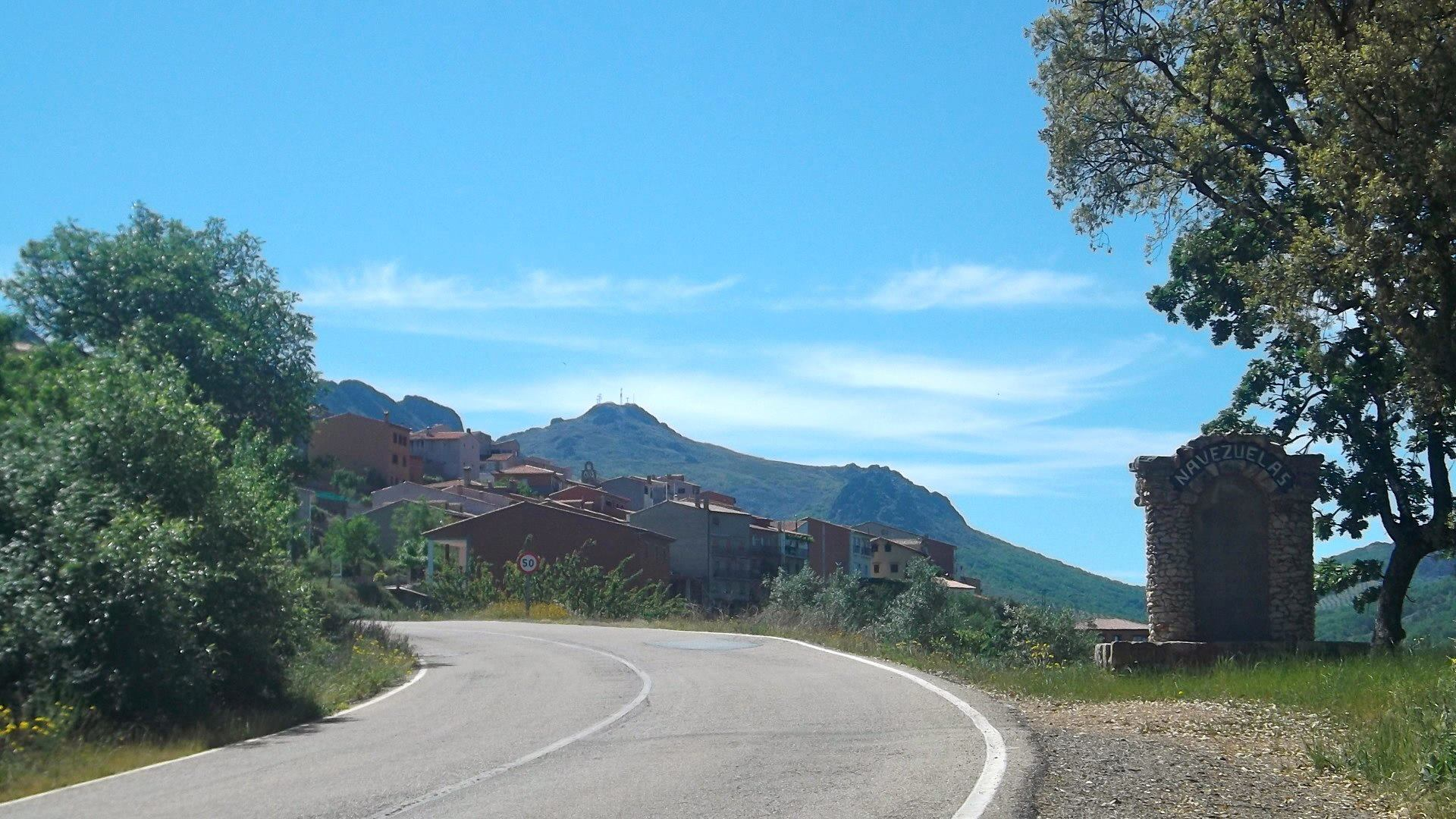
Entrada a Navezuelas

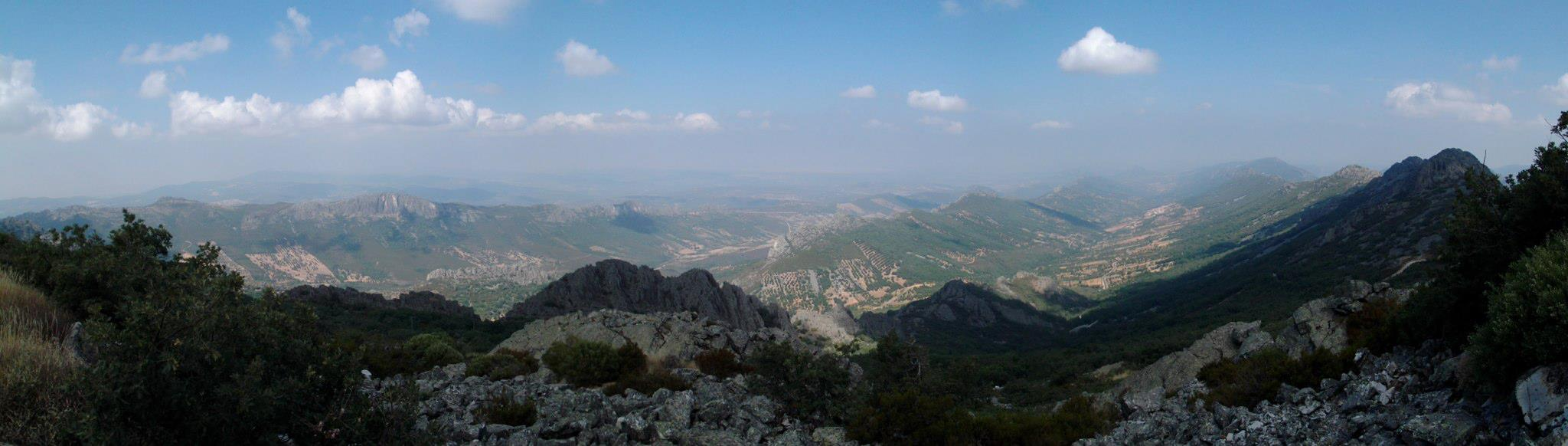
Navezuelas desde las Villuercas

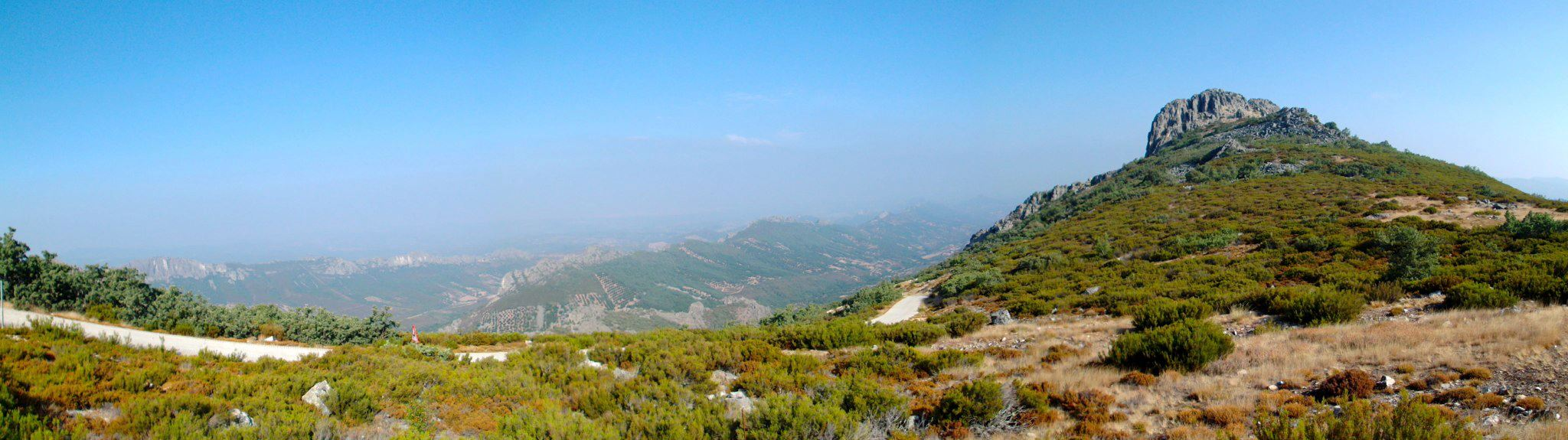
Navezuelas desde las Villuercas

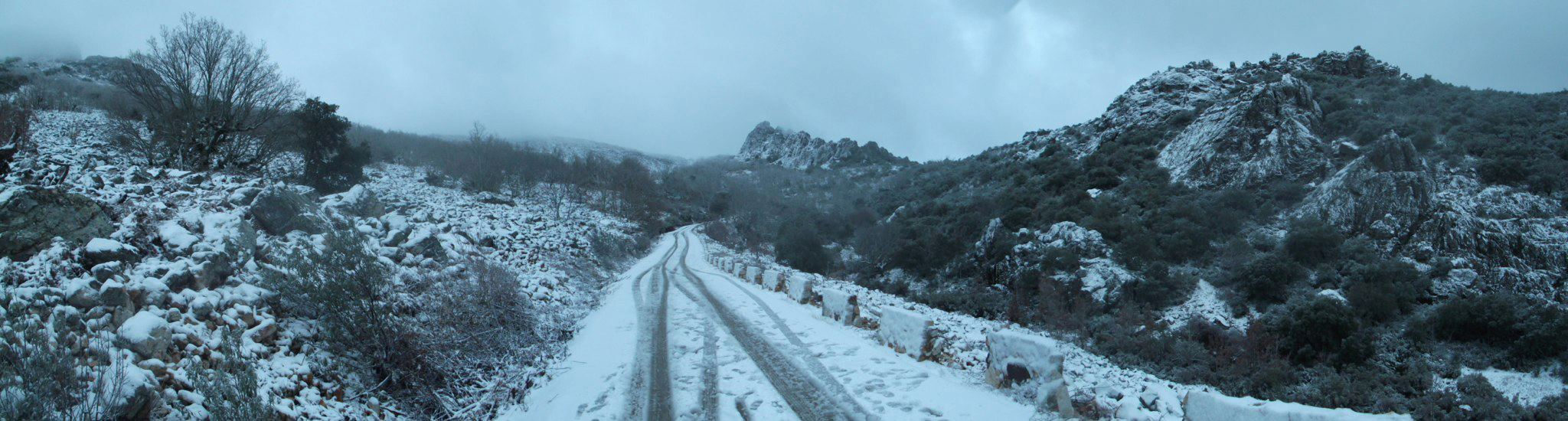
Navezuelas nevado

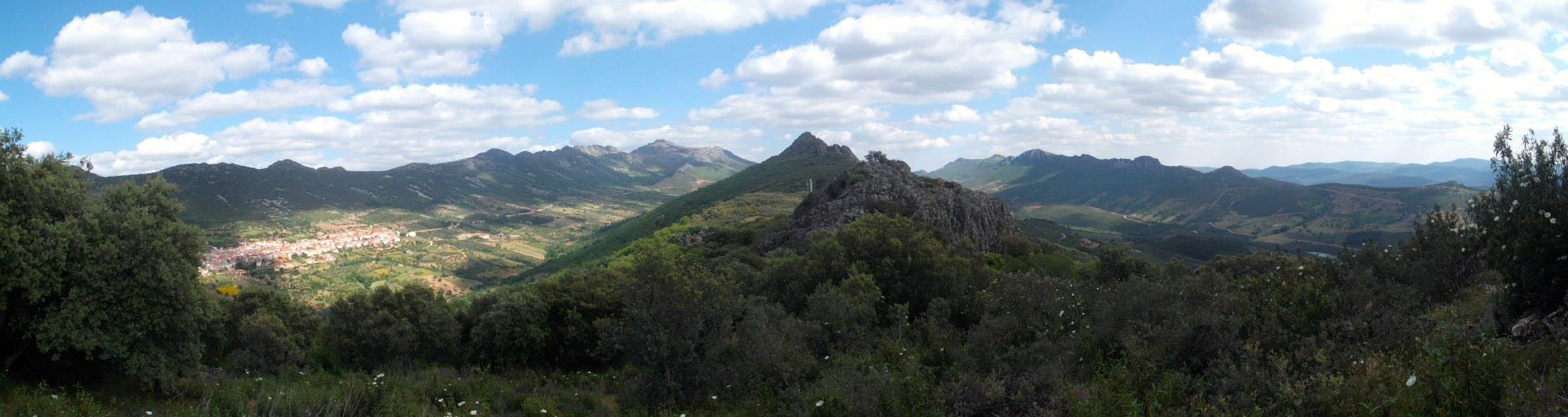
Navezuelas desde la cueva

Los orígenes del pueblo son inciertos, se sabe que el pueblo actual proviene de un asentamiento anterior en la ribera del río Almonte, se situaba unos kilómetros valle abajo; en el sitio de las "Zahoderas". Según la leyenda, las víboras fueron, como en otros muchos despoblados de la provincia de Cáceres, las causantes de su abandono. Las Sauceras, o "Zahoderas" para los lugareños, formó parte de la diócesis de Plasencia por lo menos hasta el siglo XVI, y las causas de su abandono hoy en día son desconocidas, lo más seguro es que fuera alguna plaga, o alguna epidemia la que provocara el éxodo de sus habitantes, los cuales se instalaron, valle arriba, en pequeños grupos humanos dispersos, en clanes familiares, dedicados en origen a la ganadería, hoy en día algunos sobreviven, de ahí que el pueblo en un primer momento se denominaba las Navezuelas, es decir asentamientos humanos dispersos a lo largo del valle del nacimiento del Almonte; el topónimo de Navezuelas se refiere concretamente a este dato a "nave" que es la derivación de "nava" que además de ser un lugar llano, raso entre montañas, arroyos o ríos, podemos darle el significado de hogar, casa, sitio seguro, alrededor de cual se aglutina, un grupo humano, una familia. Por lo tanto varias "navas", varias familias, dispersas, formaron las Navezuelas.
Navezuelas es un pueblo enclavado en plena sierra de las Villuercas, históricamente siempre ha estado aislado, por su lejanía de las grandes ciudades y por estar lejos de las vías de comunicación más importantes, lo cual lleva a que aún se conserven tradiciones y sobre todo unos rasgos físicos propios del norte de Europa.
Las tierras de Navezuelas ya estaban habitadas hace unos 3500 años como lo demuestran las pinturas rupestres situadas en la zona conocida como la Era del Gato en el Calcolítico. En el año 300 a. C. los vetones vivieron en estas tierras, para los cuales los ríos y arroyos tenían un carácter mágico, fueron una feroz resistencia al invasor romano. Sus pobladores eran cazadores nómadas que se adentraron en la montaña en busca de presas.
Quizás unas de las pruebas de que los Visigodos se asentaron en estas tierras, será como hemos señalado anteriormente los rasgos físicos tan característicos de gentes del norte y Centroeuropa. 
Gran parte de la historia de Navezuelas corre paralela a la de Cabañas del Castillo, sobre todo en el periodo feudal, de la que dependerá, al menos desde el medievo como una pedanía más de la primero: Encomienda de las Órdenes Militares de Caballeros de Trujillo, también de los de Calatrava. Perteneció también a Trujillo, al conde de Oropesa y a la diócesis de Plasencia. El paso de la Orden de Santiago deja en Navezuelas retazos con la dedicación de su iglesia a Santiago Matamoros y una virgen llamada Santa Ana que de origen románico y bien pudiera estar relacionada con ellos.
Hacia 1186 empiezan a recibir importantes privilegios sobre Trujillo y su comarca; sobre todo en un testamento de Pedro Rodríguez de Castro, quien en su testamento deja a la Orden de Santiago, entre otros, Cabañas del Castillo. Este hombre no se murió enseguida, pero pronto tiene que huir con los moros acusado de rebelde. La influencia de esta orden se difuminará diez años después con la última oleada árabe. Trujillo se conquista definitivamente en 1232, con ello en toda la comarca comienza un periodo de relativa calma. En el año 1337 el rey Alfonso XI, que cazaba osos en el Valle del río Viejas, así se describía en unos de los capítulos del Libro de monterías:

"El valle de Viejas es buen monte de oso en iverno, Et son las vocerías, la una por la cumbre de la sierra que es cantante al Valle Vieja desde el collado de cima fasta en derecho de la Majada del Helechar et la otra por la cumbre de la sierra que es cantante á Roturas desde Collado por cima de la cumbre fasta cima de al Gargantiella de Juanes Domingo. Et son las armadas en esta Majada del Madroño, et otra en la Majada del Helechar. Et que estén renuevos de canes en los Riscos, et sobre la Texeda, porque es el monte grande".

“Et la primera vez que corrimos este monte, fallamos hí diez osos, et soltamos á los seis, et murieron los cuatro”.

En el siglo XVI se construye la iglesia de Santiago Apóstol monumento más importante del pueblo hecha de piezas de mampostería sin encuadrar; consta de una sola nave dividida en cinco tramos, cubierta de teja árabe a dos aguas sobre arcos apuntados de ladrillos.
A la caída del Antiguo Régimen la localidad se constituyó en municipio constitucional en la región de Extremadura. Desde 1834 quedó integrado en el partido judicial de Logrosán. En el censo de 1842 figuraba anexionado a Cabañas del Castillo. Hacia mediados del siglo XIX, el lugar tenía contabilizada una población de 493 habitantes. Aparece descrito en el decimosegundo volumen del Diccionario geográfico-estadístico-histórico de España y sus posesiones de Ultramar de Pascual Madoz, en la entrada correspondiente a Berzocana, de la siguiente manera:

NAVEZUELAS: l. que forma ayunt. con Cabañas, en la prov. y aud. terr. de Cáceres (18 leg.), part. jud. de Logrosán (4), dióc. de Plasencia (16), c. g. de Estremadura (Badajoz 30). sit.: en un valle entre 2 sierras, ramificaciones de las Villuercas: es de clima templado, reinan los vientos E. y S.; se padecen reumas: tiene 80 casas casi subterráneas y fundadas sobre barrancos, que forman calles desiguales, escabrosas y angostas; una igl. parr. dependiente de la abadía de Cabañas, servida por un teniente de nombramiento del abad de la felig., dedicada á Santiago el Mayor, y á su inmediacion el cementerio. Se surte de aguas potables en una fuente próxima al l. Confina el térm. por N. con el de Roturas; E. Guadalupe, S. Berzocana y O. Solana, cuyos puntos distan de 1 á 3 leg., y comprende grandes montes de alcornoque y roble, barrancos y peñas que hacen un terreno fragoso  áspero y escaso: le baña el r. Almonte á un tiro de bala del pueblo, al cual se junta á poca dist. el arroyo que llaman Vieja: los caminos son malísimos: el correo se recibe en Guadalupe 2 veces á la semana: prod.: lino, patatas, poca castaña, trigo y centeno; se mantiene ganado cabrio, y se cria caza de todas clases y pesca de truchas. ind.: 2 molinos harineros. pobl.: 90 vec., 493 alm. cap. prod.: 398,600 rs. imp.: 19,930. contr.: 3,534. presupuesto municipal: con el ayuntamiento. (V. Cabañas).
(Madoz, 1849, p. 142)

En 1927 se desgajó de Cabañas del Castillo haciéndose municipio independiente. Posteriormente, en los años 1950, presentaba una estampa de pueblo dinámico, que a pesar de sus comunicaciones, de su aislamiento, de su medio, no faltaba prácticamente de nada.
El golpe de Estado de Primo de Rivera en 1923 propició una serie de reformas, entre otras cosas en una batería de normas que tratarían de luchar contra el caciquismo y la corrupción imperante en estos años, disolviendo Ayuntamientos y Diputaciones y estableciendo en marzo de 1924 el Estatuto municipal, redactado por Calvo Sotelo. La caótica organización administrativa y fiscal de ayuntamiento de Cabañas, estas reformas darían lugar a la segregación de Navezuelas de Cabañas.
Durante la posguerra hacia el año 1944 las sierras que circundan el pueblo fueron escondite de los llamados "Maquis". Estos guerrilleros pasaron de una lucha política a ser simples bandoleros que vivían en las zonas más agrestes y menos pobladas; pagando mayores costos sociales y económicos quienes vivían en y de la sierra como cabreros, carboneros, agricultores etc… eran muy frecuentes las visitas por las noches a las majadas para extorsionar, robar alimentos, ganado, cerdos, los habitantes de las casas del campo se las tenían que arreglar construyendo zulos en los sitios menos insospechados para ocultar la poca comida que tenían, además del peligro de los Maquis, cualquier conducta que pudiera causar sospecha en la Guardia Civil puede tener terribles consecuencias. Uno de los más famosos fue Joaquín Cintas alias Chaqueta Larga natural de Fuenlabrada de los Montes, provincia de Badajoz, agrupó numerosos huidos afines a su ideología comunista, organizando una agrupación guerrillera disciplinada que recorrió Extremadura, la provincia de Toledo y el norte de Andalucía. Se evadió a Francia en 1948. 
El 28 de mayo de 1992, se aprueba el escudo heráldico y bandera de Navezuelas.

## Naturaleza

### Fauna y flora
Todo el pueblo está rodeado de una fauna y flora muy rica. La mejor época para visitarlo son los meses de junio y julio, cuando todo se encuentra en sus máximo esplendor.
El entorno de Navezuelas es rico en flora y fauna tanto por su enorme diversidad, como por la relevancia de algunas de las especies presentes en la zona. Varias de estas especies son endémicas, debido a la conservación del hábitat, por eso se ha declarado Zona Z.E.P.A (Zona de Especial Protección de Aves).
| Flora y fauna de Navezuelas |                     |                  |           |
|                             |                     |                  |           |
| Jabalí                      | Ciervo              | Gato montés      | Zorro     |
|                             |                     |                  |           |
| Buitre leonado              | Águila real         | Rabilargo        | Arrendajo |
|                             |                     |                  |           |
| Nutria                      | Lagartija colilarga | Salamandra común | Rebollar  |
|                             |                     |                  |           |
| Castaño                     | Alcornoque          | Loro             | Cerezo    |

Aves
En las atalayas que rodean el pueblo habitan grandes carroñeros como los buitres leonados, alimoche, buitre negro que sobrevuelan diariamente grandes extensiones de terreno en busca de cadáveres de animales domésticos. Las águilas reales, halcones peregrinos, y cigüeñas negras son tres de las joyas de la naturaleza que aún se conservan en los cielos de Navezuelas.
Son habituales aves como los rabilargos, el arrendajo, la perdiz roja, por mencionar algunos entre la gran variedad presente.
Mamíferos
El bosque y el matorral de los alrededores está habitado por jabalíes, corzos, ciervos, los cuales es posible ver a primera hora de la mañana o última de la tarde en las zonas más verdes y frondosas del bosque navezueleños. Otros como el zorro y el gato montés, al ser sorprendidos cuando cruzan las carreteras permiten una visión fugaz y espectacular hasta perderse nuevamente en la oscuridad. La nutria también mantiene una interesante población dada las condiciones ideales que ofrecen los ríos de la zona.
Mención especial merece el lince, de presencia puntual y esporádica en la zona. Por todos es conocido el gran valor ecológico de este bello felino catalogado en peligro de extinción. Otros como el oso pardo o el lobo ibérico que antiguamente poblaban estas zonas, las han abandonado y ya no hay presencia de estas especies. En la fauna doméstica destacan la cabra, el cerdo y la oveja, de las cuales se obtiene leche y carne para consumo generalmente propio.
Reptiles, anfibios, peces e insectos
El reptil más representativo es la víbora hocicuda, que encuentra las condiciones idóneas para sobrevivir en las laderas pedregosas y cubiertas de vegetación de la zona. También se encuentra presentes la culebra bastarda y de herradura por citar algunas. Son comunes los lagartos ocelados y las lagartijas colilargas.
Entre los anfibios podemos ver habitualmente sapos comunes, la salamandra común y la rana común.
Dentro de los peces que podemos encontrar en los ríos de la zona, destaca la trucha común y la carpa. En lo referente a los insectos, la población abarca una ingente cantidad de especies.
Flora

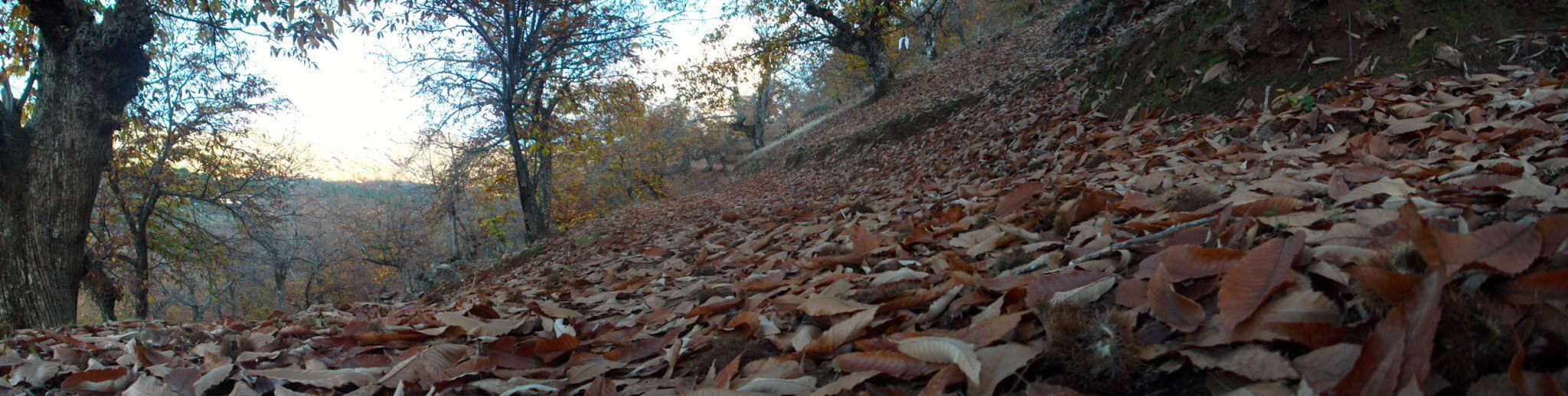
Navezuelas en otoño

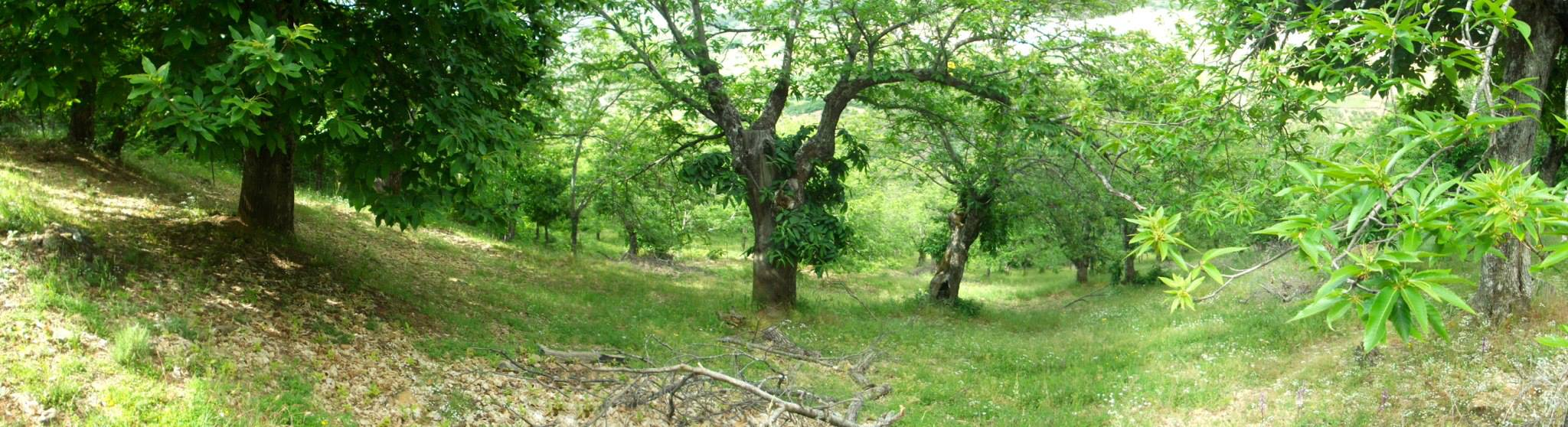
Navezuelas castaños

Si un árbol distingue a Navezuelas, es sin duda alguna el castaño, el cual representa un parte importante en los ingresos del pueblo. Pero las especies arbóreas de la zona no se limitan al castaño, existiendo una gran variedad de especies que pueblan las inclinadas laderas de los valles aledaños. Entre dichas especies se encuentran el roble, el alcornoque, la encina y otras muchas.
Dentro del matorral, y situado en las zonas más altas de la sierra se encuentra el rebollar. Otros ejemplos predominantes de este tipo de vegetación, es la abundantísima jara, planta que invade inmediatamente las zonas de cultivo abandonadas, poblando en solitario grandes laderas, en compañía del brezo blanco, el romero y la retama. Entre las especies de cultivo, que no son originarias de aquí, destacan las judías, el tomate y la patata, los cuales dan sustento a la gastronomía del municipio.
Las flores son tan innumerables como hermosas y es tal la variedad existente que algunas ni siquiera tienen nombre a nivel local.
Para finalizar, no podemos dejar de mencionar un árbol hermoso y escaso: el loro. Las loreras, nombre que reciben las agrupaciones de estos árboles, son reliquias de antiguos bosques de niebla que fueron abundantes durante la era terciaria.

### Zonas protegidas
El 17 de septiembre de 2011 se aprobó el Geoparque Villuercas-Ibores-Jara, a la cual pertenece este pueblo. Posee una situación geográfica estratégica, ya que se encuentra en el centro del geoparque y de la comarca.

## Demografía
Navezuelas cuenta con una población de 649 habitantes (INE 2024).
| Gráfica de evolución demográfica de Navezuelas entre 1930 y 2021 |
| |
| Población de derecho según los censos de población del INE Población de hecho según los censos de población del INEEntre el censo de 1930 y el anterior, aparece este municipio porque se segrega del municipio Cabañas del Castillo. |

Antiguamente la población se encontraba muy dispersa. Vivían junto a la tierra que les daba el sustento, agrupados en pequeños núcleos familiares. Tres o cuatro viviendas más establos, pajares y otras dependencias conformaban grupos de veinte a treinta personas. Normalmente junto a arroyos inagotables, podemos encontrarlas repartidas por todo el término municipal, pegándose a las fuentes que les darán la vida.
Hoy en día la población que vive dispersa casi ha desaparecido, y toda la población se agrupa en el núcleo principal.
Durante principios del siglo XX la población del municipio creció lentamente hasta los años veinte cuando se reduce debido a la gripe española y a la crisis económica, pero que volvió a crecer explosivamente hasta mediados de siglo, cuando gran parte de la población abandonó el pueblo buscando zonas más prosperas e industrializadas como Madrid, Cataluña o el País Vasco en España, y fuera de ella como a Francia, Alemania, Suiza o los Países Bajos (Holanda). Actualmente la población sufre un fuerte envejecimiento, aunque no tan alto como en otros municipios cercanos como Cabañas del Castillo, Berzocana o Alía. La población disminuye aunque de forma menos acusada que a finales del siglo anterior, debido a la mejora de las condiciones rurales y al regreso de antiguos emigrantes. En 1927 el municipio se independiza con lo que su población y término municipal disminuyen, como se puede ver en el gráfico.
| Hombres | Edad  | Mujeres |
| ------- | ----- | ------- |
| 19      | 85+   | 23      |
| 16      | 80-84 | 20      |
| 9       | 75-79 | 17      |
| 24      | 70-74 | 10      |
| 23      | 65-69 | 21      |
| 25      | 60-64 | 24      |
| 29      | 55-59 | 20      |
| 30      | 50-54 | 27      |
| 26      | 45-49 | 12      |
| 18      | 40-44 | 19      |
| 12      | 35-39 | 20      |
| 18      | 30-34 | 10      |
| 15      | 25-29 | 17      |
| 16      | 20-24 | 20      |
| 18      | 15-19 | 13      |
| 8       | 10-14 | 17      |
| 13      | 5-9   | 7       |
| 6       | 0-4   | 10      |

## Política
| Lista de las elecciones democráticas de 1979 | Lista de las elecciones democráticas de 1979 | Lista de las elecciones democráticas de 1979 | Lista de las elecciones democráticas de 1979 | Lista de las elecciones democráticas de 1979 | Lista de las elecciones democráticas de 1979 | Lista de las elecciones democráticas de 1979 | Lista de las elecciones democráticas de 1979 | Lista de las elecciones democráticas de 1979 | Lista de las elecciones democráticas de 1979 | Lista de las elecciones democráticas de 1979 | Lista de las elecciones democráticas de 1979 | Lista de las elecciones democráticas de 1979 | Lista de las elecciones democráticas de 1979 | Lista de las elecciones democráticas de 1979 | Lista de las elecciones democráticas de 1979 | Lista de las elecciones democráticas de 1979 | Lista de las elecciones democráticas de 1979 | Lista de las elecciones democráticas de 1979 |
| -------------------------------------------- | -------------------------------------------- | -------------------------------------------- | -------------------------------------------- | -------------------------------------------- | -------------------------------------------- | -------------------------------------------- | -------------------------------------------- | -------------------------------------------- | -------------------------------------------- | -------------------------------------------- | -------------------------------------------- | -------------------------------------------- | -------------------------------------------- | -------------------------------------------- | -------------------------------------------- | -------------------------------------------- | -------------------------------------------- | -------------------------------------------- |
| Año                                          | Partido político                             | Partido político                             | Partido político                             | Partido político                             | Partido político                             | Partido político                             | Partido político                             | Partido político                             | Partido político                             | Partido político                             | Partido político                             | Partido político                             | Partido político                             | Partido político                             | Partido político                             | Partido político                             | Partido político                             | Partido político                             |
| Año                                          | Partido Popular                              | Partido Popular                              | Partido Popular                              | PSOE                                         | PSOE                                         | PSOE                                         | IPEX                                         | IPEX                                         | IPEX                                         | Alianza Popular                              | Alianza Popular                              | Alianza Popular                              | UCD                                          | UCD                                          | UCD                                          | Independiente                                | Independiente                                | Independiente                                |
| Año                                          | %                                            | votos                                        | ediles                                       | %                                            | votos                                        | ediles                                       | %                                            | votos                                        | ediles                                       | %                                            | votos                                        | ediles                                       | %                                            | votos                                        | ediles                                       | %                                            | votos                                        | ediles                                       |
| 1979                                         | -                                            | -                                            | -                                            | -                                            | -                                            | -                                            | -                                            | -                                            | -                                            | -                                            | -                                            | -                                            | 100                                          | 273                                          | 9                                            | -                                            | -                                            | -                                            |
| 1983                                         | -                                            | -                                            | -                                            | -                                            | -                                            | -                                            | -                                            | -                                            | -                                            | 100                                          | 324                                          | 7                                            | -                                            | -                                            | -                                            | -                                            | -                                            | -                                            |
| 1987                                         | -                                            | -                                            | -                                            | -                                            | -                                            | -                                            | -                                            | -                                            | -                                            | 100                                          | 295                                          | 7                                            | -                                            | -                                            | -                                            | -                                            | -                                            | -                                            |
| 1991                                         | -                                            | -                                            | -                                            | 37,65                                        | 186                                          | 3                                            | -                                            | -                                            | -                                            | -                                            | -                                            | -                                            | -                                            | -                                            | -                                            | 62,35                                        | 308                                          | 4                                            |
| 1995                                         | -                                            | -                                            | -                                            | 100                                          | 405                                          | 7                                            | -                                            | -                                            | -                                            | -                                            | -                                            | -                                            | -                                            | -                                            | -                                            | -                                            | -                                            | -                                            |
| 1999                                         | 53,28                                        | 284                                          | 4                                            | 46,72                                        | 249                                          | 3                                            | -                                            | -                                            | -                                            | -                                            | -                                            | -                                            | -                                            | -                                            | -                                            | -                                            | -                                            | -                                            |
| 2003                                         | 60,55                                        | 330                                          | 4                                            | 39,45                                        | 215                                          | 3                                            | -                                            | -                                            | -                                            | -                                            | -                                            | -                                            | -                                            | -                                            | -                                            | -                                            | -                                            | -                                            |
| 2007                                         | 55,81                                        | 293                                          | 4                                            | 43,81                                        | 230                                          | 3                                            | -                                            | -                                            | -                                            | -                                            | -                                            | -                                            | -                                            | -                                            | -                                            | -                                            | -                                            | -                                            |
| 2011                                         | 47,36                                        | 242                                          | 3                                            | 37,18                                        | 190                                          | 3                                            | 14,68                                        | 75                                           | 1                                            | -                                            | -                                            | -                                            | -                                            | -                                            | -                                            | -                                            | -                                            | -                                            |
| 2015                                         | 71,4                                         | 337                                          | 5                                            | 26,91                                        | 127                                          | 2                                            | -                                            | -                                            | -                                            | -                                            | -                                            | -                                            | -                                            | -                                            | -                                            | -                                            | -                                            | -                                            |
| 2019                                         | 74,83                                        | 330                                          | 6                                            | 23,58                                        | 104                                          | 1                                            | -                                            | -                                            | -                                            | -                                            | -                                            | -                                            | -                                            | -                                            | -                                            | -                                            | -                                            | -                                            |

En los años de democracia los alcaldes en Navezuelas han sido los siguientes:
| Periodo   | Nombre                       | Partido |
| --------- | ---------------------------- | ------- |
| 1979-1983 | Felipe Montes Porras         | UCD     |
| 1983-1987 | Felipe Montes Porras         | AP      |
| 1987-1991 | Felipe Montes Porras         | AP      |
| 1991-1995 | Ubaldo Porras Cerezo         | Ind.    |
| 1995-1999 | José Gabriel Sánchez Cortijo | PSOE    |
| 1999-2003 | Ladislao Cerezo Mateos       | PP      |
| 2003-2007 | Ladislao Cerezo Mateos       | PP      |
| 2007-2011 | Ladislao Cerezo Mateos       | PP      |
| 2011-2015 | Carlos Javier Ríos Peromingo | PP      |
| 2015-2019 | Carlos Javier Ríos Peromingo | PP      |
| 2019-2023 | Carlos Javier Ríos Peromingo | PP      |

## Transportes
Carreteras
Si queremos acceder por carretera, existen varias vías de entrada. La vía más fácil es la autovía Madrid-Lisboa (A-5) en su desvío hacia Deleitosa, justo pasado el túnel de Miravete (Salida  219 ). Esta carretera se dirige a Guadalupe y al pasar Deleitosa debemos desviarnos varias veces atravesando pueblos como Retamosa y Roturas.
Desde Cáceres y Trujillo podemos dirigirnos a Navezuelas a través de la carretera que transcurre por Zorita y Logrosán hasta la localidad de Cañamero, donde cogeremos el desvío hacia Berzocana y posteriormente en al llegar a la glorieta nos desviaremos hacia Navezuelas.
Para acceder desde Mérida, se utiliza la N-430 en dirección Ciudad Real, y una vez en Cañamero nos desviaremos por la carretera antes citada.

## Servicios públicos

### Educación
El colegio público de educación infantil y primaria se agrupa en el CRA Las Villuercas. Se puede estudiar secundaria y bachillerato en el IES Mario Roso de Luna de Logrosán.

### Sanidad
Pertenece a la zona de salud de Berzocana dentro del área de salud de Cáceres y cuenta con un punto de atención continuada. No hay ningún establecimiento sanitario privado registrado a fecha de 2013, por lo que en algunos servicios sanitarios como ópticas o clínicas dentales depende de poblaciones cercanas de mayor tamaño. En el municipio hay una sola farmacia, que coordina sus turnos de guardia con las de Berzocana y Cabañas del Castillo.

## Símbolos
Por Orden del 28 de mayo de 1992, se aprueba el escudo heráldico y bandera de Navezuelas. El expediente administrativo será instruido por el ayuntamiento el 29 y 30 de abril de 1992, donde se expresan las razones y se justifica el diseño de los mismos; será publicado en DOE número 44 del jueves 4 de junio de 1992, el escudo será de sinople de rombo de plata y obre de castaño con corona real cerrada, la bandera, será rectangular de proporciones 2/3 de paño verde con rombo blanco con sus vértices en los puntos medios de los lados de la bandera, con el escudo municipal en el medio.

## Patrimonio

### Patrimonio religioso
- Iglesia parroquial católica bajo la advocación de Santiago Apóstol

Está formada por una planta rectangular, con un pequeño ábside y una sola nave de cinco tramos. El tejado es de teja estilo árabe a dos aguas sobre arcos apuntados de ladrillo. Esta casi reconstruida en su totalidad sólo quedando los contrafuertes y el ábside en su forma original. A ella se accede mediante una escalera y una portada con arco de medio punto.
La fachada está recubierta de piedras y posee una espadaña con tres huecos de campanas, en los cuales hay dos campanas.
El interior presenta unos arcos ojivales de ladrillos, que le dan ambiente medieval. En el ábside se encuentra un retablo con la figura de Santiago montado sobre un caballo en el centro de este. A sus lados están Santa Bárbara y San José. También podemos encontrar a San Marcos, Santa Ana y un Cristo negro. Posee una pila bautismal de granito, con tres vieiras. Finalmente podemos encontrar las tallas de la Virgen del Rosario, la de Santiago Peregrino y el Niño Jesús, que es de piel oscura. La iglesia pertenece a la archidiócesis de Mérida-Badajoz, diócesis de Plasencia, arciprestazgo de Logrosán.
- Ermita de San Cristóbal

Pequeña y moderna construcción asentada sobre terreno de castaños en el collado que da vista a la entrada del valle de Navezuelas. Es cuadrada de apenas dos metros de lado, pintada en suaves tonos amarillos y con tejado a cuatro aguas. En ella se celebra el 10 de julio el día de San Cristóbal.

### Arquitectura tradicional
El pueblo está formado por una zona nueva creada por la buena situación socioeconómica de los últimos treinta años y otra que es el barrio viejo, que antiguamente formaba el pueblo. Aquí podemos encontrar casas de tamaño medio construidas de piedra o adobe, con un interior de entramado de maderas. 
Estas casas están formadas generalmente por una bodega o almacén en su planta baja, con espacio para animales. En la parte superior están la cocina y habitaciones dormitorios.
Las calles pueden ser totalmente llanas y con mucha cuesta. Están adornadas con flores que le dan un toque más bello y con fuentes que le dan sonido.

### Patrimonio natural

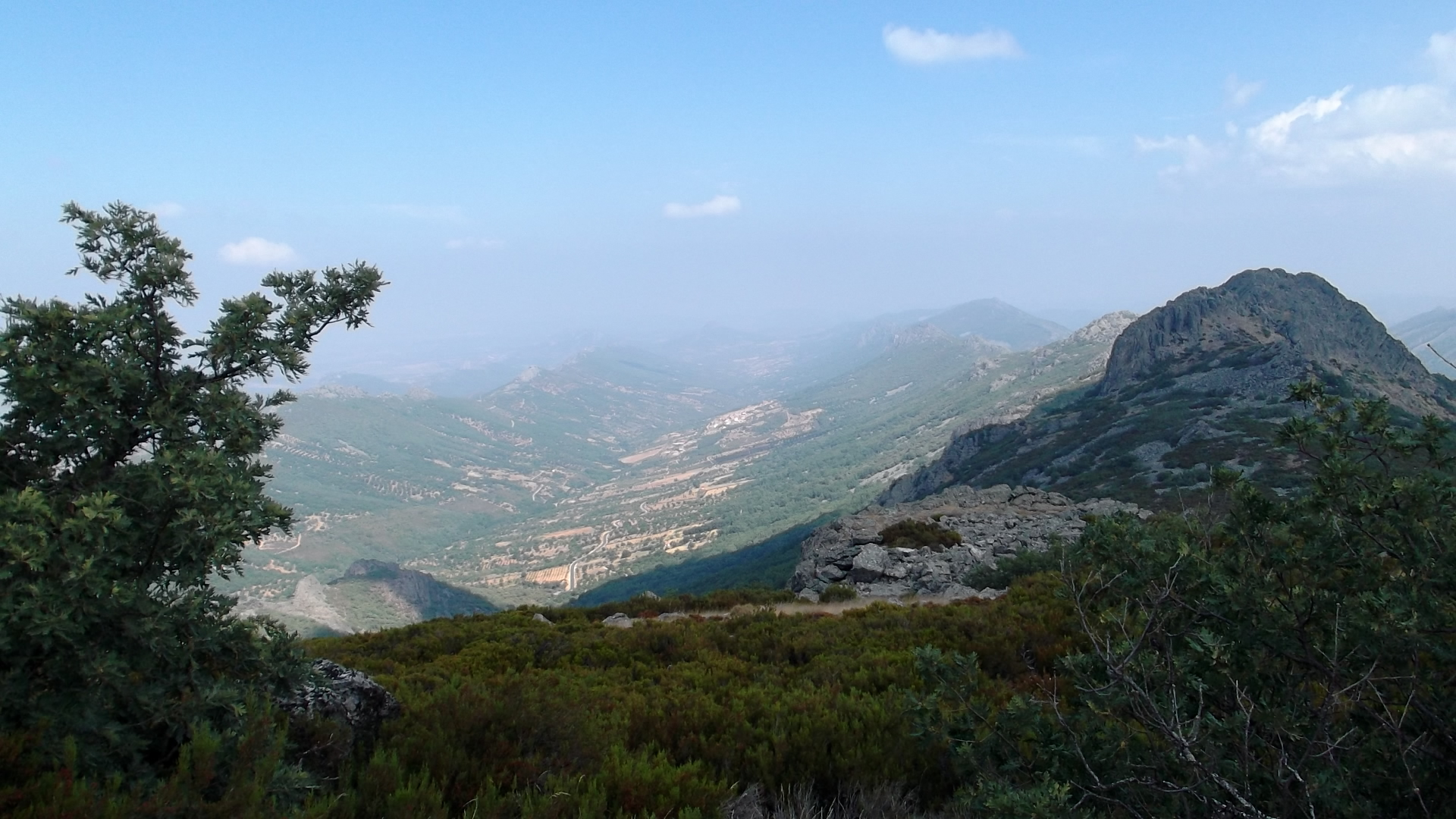
Navezuelas desde el pico Villuercas

- Pico Villuercas. Es una cumbre perteneciente a los Montes de Toledo y en la cual se encuentran sus mayores altitudes, debido a que tiene 1601 . Debido a su gran importancia en la comarca hace que la de nombre a ésta. Está formada por cuarcitas y separan el río Tajo del Guadiana. En su cima hay numerosos edificios, garitas, base de aterrizaje para helicóptero y otras instalaciones de uso civil-militar. Debido al abandono de la base militar por parte de los militares, hizo que comenzase un proceso de abandono y destrozo hasta que regresaron los militares, que hicieron que la zona se recuperase. Durante los últimos años se han instalado multitud de antenas de comunicación. El clima en la cima es frío durante el invierno, llegando a estar cubierto durante varios meses. En primavera y verano se pueden admirar paisajes únicos. El verano es la mejor época del año para visitarla desde la cual se puede ver gran parte de la provincia de Cáceres y Toledo, incluso hay algunos que afirman que se puede ver Madrid. Debido a los paisajes se ha propuesto para realizar actividades turísticas y medioambientales, lo que haría que se desarrollase el turismo en las Villuercas. Finalmente, se puede acceder a la base a través desde Guadalupe, continuando por la carretera EX-118 en dirección a Castañar de Ibor. Al llegar a la ermita del Humilladero, continuar a mano izquierda por la pista asfaltada que asciende a la base militar situada en el pico Villuercas, con bastantes baches en los primeros kilómetros. Tras ascender por la pista durante aproximadamente 5 km, se alcanza la zona denominada Llanillo Hueco, donde existe un sobreancho para dejar el coche y donde esta el Pozo de la Nieve, antigua construcción para abastecer de agua a la pedanía de Guadalupe. También se puede acceder a través de Navezuelas por una pista de hormigón, que posee una gran inclinación.
- Cueva del Horcajo. En el valle de Viejas, escondida tras una encina de dos troncos se abre este impresionante agujero en roca. La estancia tiene casi ocho metros de profundidad y tres de altura en algunos sitios. Tiene dos cavidades, una un poco más profunda que la otra. Se aprecian la mano del hombre en los rotos de la roca.
- Cueva del "Cancho Urracao". En el filo que separa los valles del Almonte y de Santa Lucía, junto a la pista que une Navezuelas con Solana a unos 1100 m, nos encontramos uno de los miradores más impresionantes del término. Por las tierras que se divisan y por lo encantador del lugar. En una de las crestas más altas, a modo de estancia se abre una cueva bastante amplia, poco profunda, que mira al sur. Pero lo más impresionante, es la chimenea de 3 m de diámetro que desde el interior hacia al cielo. Inexplicable formación en las durísimas rocas de cuarcitas.
- Chorreras de Vallomínguez. En uno de los rincones de la zona media del Valle de Viejas, se esconde uno de los lugares de referencia de los Montes de la Villuercas. De unos cinco metros de altura cae un chorro constante de aguas cristalinas que acaban de nacer. El sitio reúne todos los elementos soñados por aventureros, botánicos; amantes de la naturaleza en general que encuentran aquí las claves que raramente se reúnen en tan poco espacio. Acercarse a la Chorrera es adrentarse en las fuentes de la vida. Una estrecha vereda con conduce por el valle, 300 m que parecen el doble por el difícil caminar en la espesura verde que lo invade todo. Nada más empezar a ascender encontramos un viejo molino casi tapado por el monte. A partir de aquí la foresta nos encierra entre sus brazos, en nuestro camino se van descubriendo ante nosotros, una tras otra, las esencias de esta tierra. Entre las especies vegetales destacan los helechos, los alisos y los loros.
- Era del Gato. Es un círculo empedrado en el cual confluyen los términos de Cañamero, Cabañas del Castillo y Navezuelas. El círculo mide unos 7 m de diámetro, y se encuentra al pie de la carretera que une Navezuelas y Berzocana. Desde ella podemos ver el embalse Cancho del Fresno y el valle de Santa Lucía.
- Valle del Brezo. Se sitúa entre el costado de la Villuercas Chica y la Barrera de los Peñones. Tiene una altitud que va desde los 950 hasta los 1500 m sobre el nivel del mar. En él nacen multitud de arroyos que forman la garganta del Brezo. En ella se desarrolla la semi-industria de la judía. Las especies arbóreas que predominan son los chopos y los fresnos.
- Valle de Viejas. Es el lugar más recóndito de las Villuercas y que se encuentra en dirección norte. Este valle posee una gran altura, y se encuentra cerrado por todos sus lados, lo cual da sensación de estar encerrado. Es una zona húmeda y templada muy ideal para el cultivo de judías, tomates, patatas, pimientos, entre otros. Por este valle pasa el río Viejas.
- Valle de Santa Lucía. Es un valle en forma de uve cerrada que se encuentra abierto por casi todos sus lados. Es un valle repartido entre Cabañas del Castillo y Navezuelas. Las especies arbóreas que destacan son la encina y el roble. En el tramo final de este valle hay unas grandes pendientes poco abruptas desde donde podemos observar el castillo de Cabañas. Por el pasa la Garganta de Santa Lucía en el cual está construido el embalse de Santa Lucía.

### Pozo de las Nieves
Por encima de los 1300 m de altitud, entre los límites de Navezuelas y Guadalupe, los frailes del Real Monasterio de Guadalupe, construyeron un conjunto de edificaciones entre la que destaca un profundo pozo para almacenar la nieve durante todo el año, además de una edificación en piedra hoy derruida. Ésta se destinaba fundamentalmente a las investigaciones que hacía la escuela de medicina del monasterio, además de la conservación de alimentos.

### Arte rupestre
Las pinturas rupestres en la cueva de la Burra se encuentran en el Valle de Santa Lucía, cerca del término municipal de Cañamero. Es una cueva de poca profundidad pero con mucho espacio. En ella pueden encontrarse pinturas esquemáticas datadas de la Edad del Bronce. Es difícil llegar, pero merece la pena.

## Organización territorial y urbanismo
El pueblo se encuentra orientado norte-sur en la zona de solana y en la falda de una montaña con pendiente. En él se pueden diferenciar dos zonas, una antigua con calles estrechas, enrevesadas, antiguas, casas pequeñas y con un clima fresco, debido a la multitud de fuentes que hay repartidas por todo el municipio; y la nueva con calles anchas, que hace que sean más cálidas, más rectas y con casas grandes, todas ellas surgidas a partir de la década de los 1970 del siglo XX debido a la buena situación económica. Además durante principios de este siglo XXI se han construido multitud de instalaciones públicas.
En el municipio hay una plaza principal cuyo nombre es plaza de España (620 m²) en la cual se encuentra la iglesia y una plazuela denominada Plazuela Felipe Pulido, debido a la ayuda prestada al pueblo.

## Patrimonio cultural inmaterial

### Festividades
Destacan varias celebraciones a lo largo del año:
- La Candelaria: Se celebra el 2 de febrero.
- Carnavales: Es una festividad de reciente celebración, que se celebra en el mes de febrero o marzo. Todos se disfrazan, se reúnen en la plaza y hacen un recorrido por el pueblo para luego votar el traje más original. El último día se celebra el día de la sardina, donde se visten de luto, paseando una sardina por el pueblo, Finalmente se degustan sardinas asadas.
- San Antonio: Se celebra el 13 de junio. La asociación de mujeres reparte dulces típicos.
- Romería de San Cristóbal: Se celebra el 10 de julio, en la cual se realiza actos litúrgicos al aire libre junto a la ermita de San Cristóbal, a unos 3 km del pueblo. Además es un día de reunión y diversión con la familia debido a la realización de actividades culturales. A pesar de ser una fiesta relativamente nueva, ha ganado gran importancia y el número de personas que rodean al evento no ha dejado de crecer.
- Santiago Apóstol: Es la fiesta más importante que se celebra el 25 de julio. Durante esta fiesta que se celebra durante varios días, generalmente del 23 al 25 de julio, se realizan actos litúrgicos durante el día más importante (25 de julio), también hay verbena, actuaciones, pasacalles. Finalmente al día siguiente, 26 de julio día de Santa Ana, se reparten perrunillas y aguardiente por las calles del pueblo a la cual asisten los quintos de ese año. Además la fiesta de Santiago sirve como descanso y reencuentro a los emigrantes que abandonaron el pueblo durante la segunda mitad del siglo XX.
- Lumbrinaria y fiesta de Santa Bárbara: Se celebra el 4 de diciembre, y en la que destaca la hoguera. Se degustan productos típicos como castañas asadas, perrunillas y roscas, acompañados de chocolate con churros o café. Por la mañana se celebra una misa en honor a Santa Bárbara. Navezuelas es conocida por sus alrededores como "Castañuelas" ya que muchas personas de alrededores en la época de calbotes (como se denomina a las castañas asadas) se desplazan hasta allí para celebrarlos, porque dicen que las castañas de Navezuelas no hay en ninguna parte.
- Los Añojos: Se celebra el 31 de diciembre, que consiste en un sorteo de solteros y solteras que es realizado por los quintos del pueblo, que aunque ya no se hace el servicio militar se sigue conservando la tradición. Además estos repartes perrunillas y aguardiente por las calles del pueblo el día de año nuevo.
- Mercadillo: Se celebra todos los jueves en la avenida de Extremadura.

### Tradiciones
Antiguamente la artesanía era la única manera de obtener productos como zapatos, objetos de madera. Actualmente quedan pocas personas que se dedican a esto y que crean todo tipo de objetos de cuero como zapatos y bolsos. También se fabrican tejas y relojes en objetos antiguos para la decoración.

### Gastronomía
Se basa en productos agrícolas de gran calidad como son los de huerta. También tiene presencia la carne de caza, que aporta proteínas, además de la de cabrito, el cordero y el de la matanza tradicional, en la cual se obtiene multitud de productos como jamones, lomos, chorizos y salchichones. Debido a la situación de aislamiento ha permitido la conservación de muchas recetas. Destacan las sopas de patata y tomate, ensaladas de productos de la huerta y las típicas migas. Entre los productos típicos destacan las castañas, cerezas y miel.